# Iteració de Panjer
La iteració de Panjer és un algorisme per calcular l'aproximació a la distribució de probabilitat d'una variable aleatòria composta
{\displaystyle S=\sum _{i=1}^{N}X_{i}\,}.
on {\displaystyle N\,} i {\displaystyle X_{i}\,} són variables aleatòries i de tipus especials. En casos més generals la distribució de S és una distribució composta. La recursió per als casos especials considerats va ser introduïda en un article de Harry Panjer (professor emèrit de la Universitat de Waterloo). És molt utilitzat en ciències actuarials (vegeu també risc sistèmic).

## Preliminars
Estem interessats en la variable aleatòria composta {\displaystyle S=\sum _{i=1}^{N}X_{i}\,} on {\displaystyle N\,} i {\displaystyle X_{i}\,} compleixen les condicions prèvies següents:

### Distribució de la mida de la seqüència
Suposem que {\displaystyle X_{i}\,} sigui i.i.d. i independent de {\displaystyle N\,}. A més, {\displaystyle X_{i}\,} han de ser distribuïts en una xarxa {\displaystyle h\mathbb {N} _{0}\,} amb ample de xarxa {\displaystyle h>0\,}.
{\displaystyle f_{k}=P[X_{i}=hk].\,}
En pràctica actuarial, {\displaystyle X_{i}\,}s'obté per discretització de la funció de densitat de la seqüència (superior, inferior ...).

### Distribució de números de la seqüència
El número de la seqüència N és una variable aleatòria, que es diu que té una «distribució de números de la seqüència», i que pot prendre valors 0, 1, 2, ..., etc. Per a la recursió de Panjer, la distribució de probabilitat de N ha de ser membre de la «classe Panjer», també coneguda com la classe (a, b, 0) de les distribucions. Aquesta classe consta de totes les variables aleatòries que compleixen la següent relació:
{\displaystyle P[N=k]=p_{k}=\left(a+{\frac {b}{k}}\right)\cdot p_{k-1},~~k\geq 1.\,}
per a alguns {\displaystyle a} i {\displaystyle b} que compleixen {\displaystyle a+b\geq 0\,}. El valor inicial {\displaystyle p_{0}\,} es determina de tal manera que {\displaystyle \sum _{k=0}^{\infty }p_{k}=1.\,}
La recursió Panjer fa ús d'aquesta relació iterativa per especificar una manera recursiva de construir la distribució de probabilitat de S. En el següent {\displaystyle W_{N}(x)\,}denota la funció generatriu de probabilitat de N (per a això, vegeu la taula de classe (a, b, 0) de les distribucions).
En el cas del número de la seqüència, tingueu en compte l'algoritme De Pril. Aquest algoritme és adequat per calcular la distribució de la suma de {\displaystyle n} variables discretes aleatòries.

## Recursió
L'algorisme proporciona una recursió per calcular {\displaystyle g_{k}=P[S=hk]\,}.
El valor inicial és {\displaystyle g_{0}=W_{N}(f_{0})\,}amb els casos especials
{\displaystyle g_{0}=p_{0}\cdot \exp(f_{0}b)\quad {\text{ if }}\quad a=0,\,}
i
{\displaystyle g_{0}={\frac {p_{0}}{(1-f_{0}a)^{1+b/a}}}\quad {\text{ for }}\quad a\neq 0,\,}
i es procedeix amb
{\displaystyle g_{k}={\frac {1}{1-f_{0}a}}\sum _{j=1}^{k}\left(a+{\frac {b\cdot j}{k}}\right)\cdot f_{j}\cdot g_{k-j}.\,}

## Exemple
El següent exemple mostra la densitat aproximada de {\displaystyle \scriptstyle S\,=\,\sum _{i=1}^{N}X_{i}} on {\displaystyle \scriptstyle N\,\sim \,{\text{NegBin}}(3.5,0.3)\,} i {\displaystyle \scriptstyle X\,\sim \,{\text{Frechet}}(1.7,1)} amb ample de xarxa h = 0.04. (Vegeu distribució de Fréchet).
Com s'observa, pot sorgir un problema en la inicialització de la recursió. Guégan i Hassani (2009) han proposat una solució per abordar aquest tema.